# Willy Kressmann

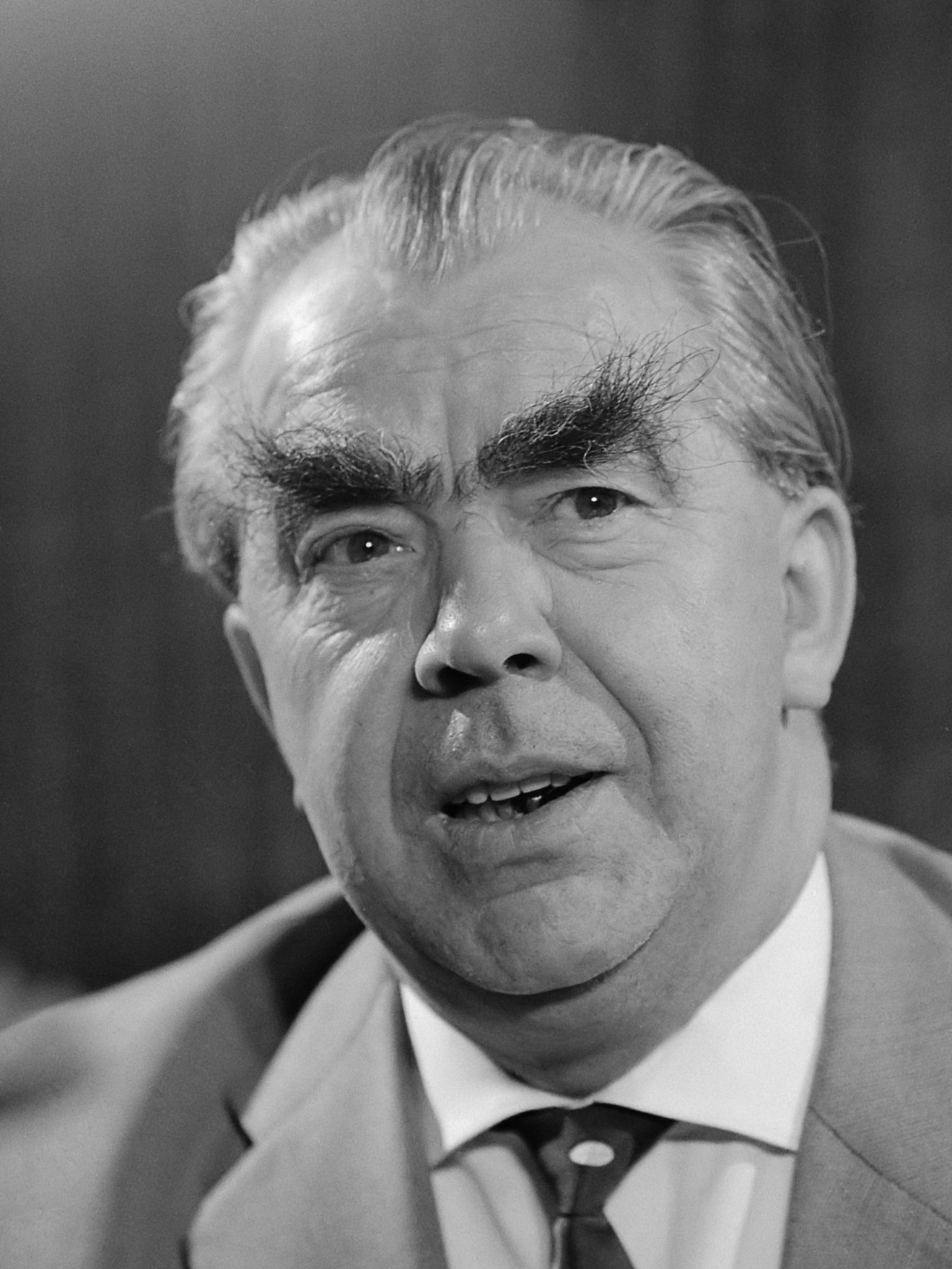
Willy Kressmann (1961)

Willy Kressmann (* 6. Oktober 1907 in Berlin-Prenzlauer Berg; † 5. März 1986 in Berlin-Kreuzberg) war ein deutscher Politiker (SPD). Von 1949 bis 1962 war er Bezirksbürgermeister des Bezirks Kreuzberg.

## Leben

### Jugend

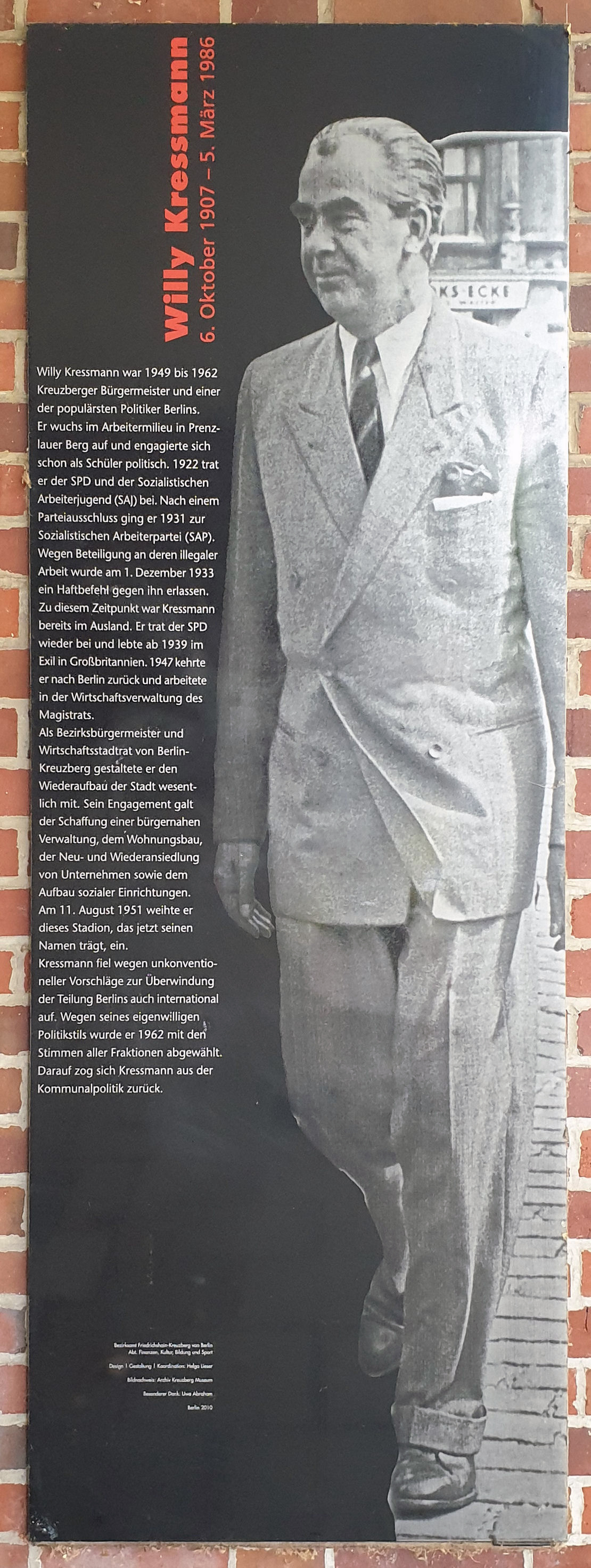
Gedenktafel am Willy-Kressmann-Stadion, in Berlin-Kreuzberg

Willy Kressmann wurde als Sohn eines Werkzeugmachers geboren und absolvierte nach der Volksschule eine Schriftsetzerlehre. Als Schüler trat er der USPD bei, 1922 der SPD und der Sozialistischen Arbeiterjugend (SAJ). Seit 1930 war Kressmann Mitglied von Erwin Piscators oppositionellen Sonderabteilungen an der Volksbühne Berlin. Die 7. Reichskonferenz der Jungsozialisten (5.–6. April 1931 in Leipzig) wählte ihn in die Reichsleitung. Noch im selben Jahr, 1931, schloss ihn die SPD aus der Partei aus, weil er der Parteiführung Führungsschwäche und „versteinerte Funktionshierarchie“ vorgeworfen hatte. Kressmann schloss sich nun der SPD-Linksabspaltung SAPD an. Er war Mitglied der Reichsleitung des SAPD-Jugendverbandes SJVD und fungierte als Herausgeber des Organs des Jugendverbandes Der Jungprolet.

### Exil
Im Jahr 1933 erging Haftbefehl gegen ihn. Kressmann hatte offen zum Widerstand gegen die Regierung Schleicher aufgerufen, weil sie die NSDAP unterstütze. Zunächst die illegale Jugendarbeit der SAPD leitend, musste Kressmann im Oktober 1933 nach mehreren kurzen Verhaftungen emigrieren. Die Jahre 1933 bis 1947 verbrachte er im Exil in Prag, Österreich, der Schweiz, Spanien, Italien, Polen, Skandinavien und Großbritannien (dort 1940–1941 interniert). Dort nutzte Kressmann mitunter den Decknamen Erich Wendland.

### Berliner Politiker
Im Frühsommer 1947 kehrte Kressmann, der sich zwischenzeitlich wieder der SPD angeschlossen hatte, nach Berlin zurück und wurde Magistratsdirektor in der Abteilung Wirtschaft des Magistrats von Groß-Berlin.
Im Februar 1949 wurde er zum Bezirksbürgermeister und Wirtschaftsstadtrat von Kreuzberg gewählt. Im gleichen Jahr machte er auf sich aufmerksam, als er sich an der Räumung von Straßensperren an der Grenze zwischen der Sowjetischen Besatzungszone und West-Berlin beteiligte. Frühzeitig bemühte er sich, den Kalten Krieg zu entschärfen. Im Juni 1955 plädierte er für direkte Gespräche zwischen den westlichen und den östlichen Bezirksbürgermeistern Berlins. Im September verlangte er, Bundeskanzler Konrad Adenauer solle mit DDR-Ministerpräsident Otto Grotewohl Verhandlungen über die innerdeutschen Beziehungen aufnehmen. Kressmann sah Berlin als eine „Brücke zwischen Ost und West“, wollte „Fäden nicht reißen lassen, die sich trotz aller Schwierigkeiten noch von hüben nach drüben ziehen“.
Kressmann engagierte sich mit öffentlichkeitswirksamen Aktionen gegen die organisierte Kriminalität im Bezirk und drängte die Polizei zu deren entschiedener Bekämpfung, was auch gelang.
Mit den Stimmen der SPD wurde er 1962 als Kreuzberger Bezirksbürgermeister abgewählt, nachdem er auf einer Pressekonferenz in New York die Berliner Mauer als „Ergebnis der Politik des Ostens und des Westens“ bezeichnet hatte und den „Waffengebrauch von der einen wie von der anderen Seite“ in Frage gestellt hatte. Wegen der Äußerungen wurde zugleich ein Parteiordnungsverfahren gegen ihn eingeleitet. Berlins Regierender Bürgermeister Willy Brandt (SPD) erklärte vor dem Berliner Abgeordnetenhaus, Kressmanns Äußerungen stünden „nicht im Einklang mit unserer Politik“.

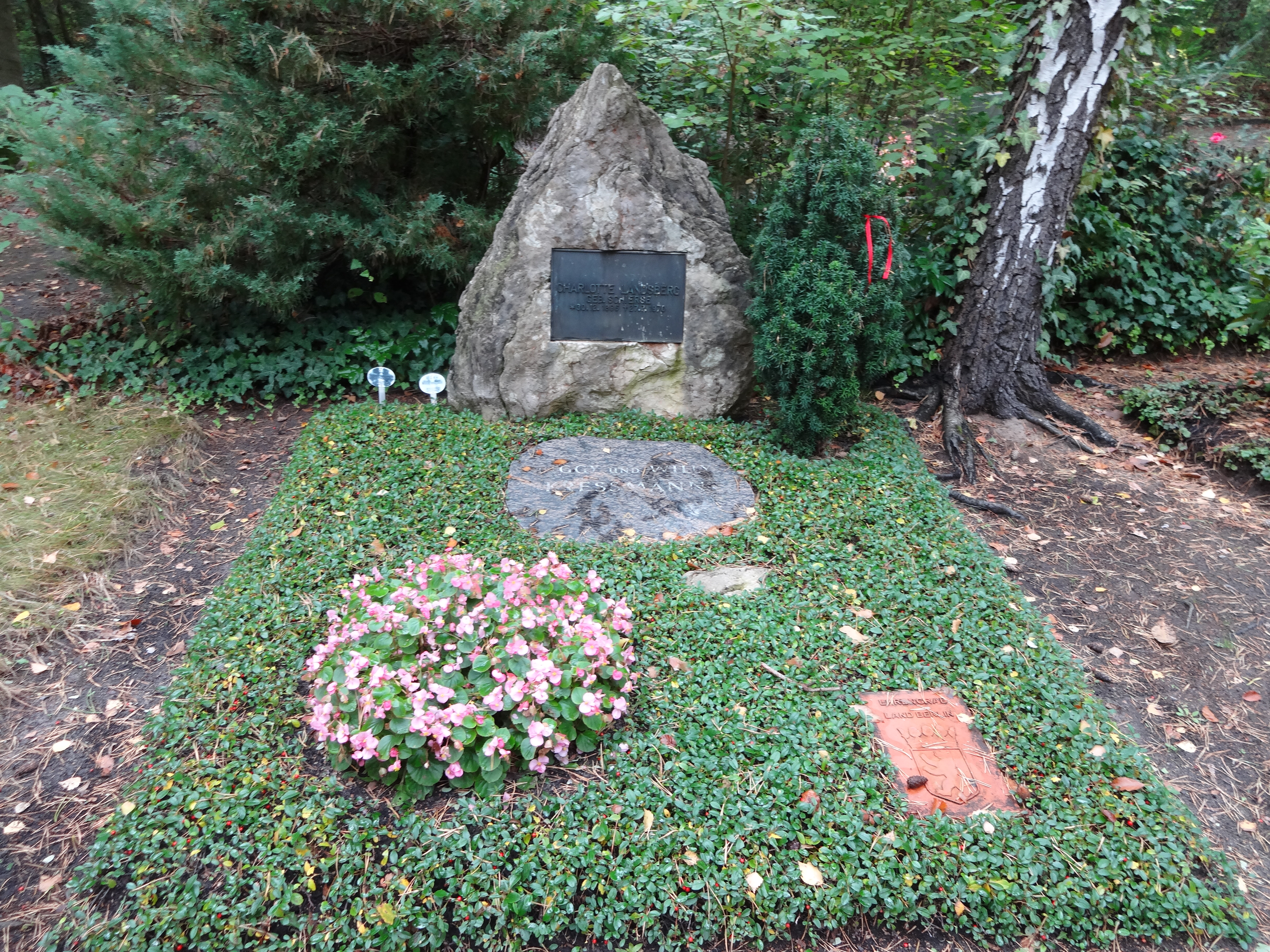
Grabstätte

Verbittert trat Kressmann 1963 aus der SPD aus. Er zog nach Weißach bei Rottach-Egern am Tegernsee in Bayern und nahm erst kurz vor seinem Tod wieder einen Wohnsitz in Berlin-Kreuzberg. Er erhielt ein Ehrengrab der Stadt Berlin auf dem Waldfriedhof Zehlendorf in Berlin-Nikolassee.

### Legenden
Um Kressmann ranken sich Legenden und wahre Geschichten. Er erhielt den Spitznamen Texas-Willy, weil er 1958 Ehrenbürger von San Antonio im US-Bundesstaat Texas wurde. Er war als erster deutscher Politiker nach dem Zweiten Weltkrieg auf offizielle Einladung in die USA gereist, brachte von dort einen weißen Stetson mit und trug ihn auch öffentlich.
Als in den 1950er Jahren der Grundstein für das heutige Rathaus gelegt wurde, begrüßte Bürgermeister Kressmann dazu den Regierenden Bürgermeister Ernst Reuter (SPD). Es gibt Fotos, auf denen sich beide die Hand schütteln. In den Nachrichten hieß es: „Reuter sagte die Finanzierung des Rathaus-Neubaus zu.“ Dies hatte Reuter allerdings nie getan. Aber weil er seinen Genossen nicht bloßstellen wollte, musste er einen Teil der Baukosten zuschießen.
Kressmann ist bis heute der einzige Berliner Bezirksbürgermeister, dessen Konterfei den Titel einer Spiegel-Ausgabe zierte und über den die New York Times auf der Titelseite berichtete. Damals entstand das Wort „Freie Republik Kreuzberg“, und Kreuzberg hieß im Berliner Volksmund „Kressmannsdorf“.
Im Sommer 1951 besuchte Kressmann FDJ-Mitglieder, die im Rahmen von Straßenschlachten rund um die Weltfestspiele der Jugend und Studenten in Kreuzberg festgenommen und bis zu zwei Wochen festgehalten worden waren. Eine der Verhafteten berichtete später im zur Aufklärung der Vorfälle eingerichteten Groscurth-Ausschuss, von Kressmann als Faschistin beschimpft und geohrfeigt worden zu sein. Kressmann habe ihr gegenüber außerdem die These aufgestellt, der Hitler-Stalin-Pakt habe den beiden nur dazu gedient, dass Deutschland die Sowjetunion „nur provisorisch“ angriff, „um Stalin den Weg freizumachen, bis Frankreich vorzustoßen“. Die Aussage der jungen Frau sorgte in dem Ausschuss für großes Gelächter.
Die Frauenzeitschrift Sie veröffentlichte 1952 in Berlin eine Umfrage nach dem beliebtesten Politiker: Kressmann rangierte nach Ernst Reuter, Konrad Adenauer, Theodor Heuss, Louise Schroeder, Kurt Schumacher und Carlo Schmid, und noch vor Franz Neumann, Ludwig Erhard, Otto Suhr, Paul Löbe, Franz Josef Strauß oder Herbert Wehner auf dem 7. Platz.
Kressmann war Freimaurer und gehörte einer Loge der Großen National-Mutterloge Zu den drei Weltkugeln an. Er war viermal verheiratet, in dritter Ehe mit der Architektin und Bauunternehmerin Sigrid Kressmann-Zschach und bis zum Lebensende in vierter Ehe mit Brigitte Succar-Landsberg, geb. Landsberg, Tochter des Berliner Politikers Kurt Landsberg.
Das ehemalige Katzbachstadion an der südlichen Seite des Kreuzberger Viktoriaparks trägt seit 2010 seinen Namen.

## Schriften
- Gedanken zur Wiedervereinigung aus der Sicht eines Berliners. In: Gewerkschaftliche Monatshefte, 01/1960, S. 5–8.
- Kreuzberger festliche Tage [5.8.–20.8.] 1961. Haupt & Puttkammer, Berlin 1961, DNB 454986483